# Pieter Holsteyn l'Ancien

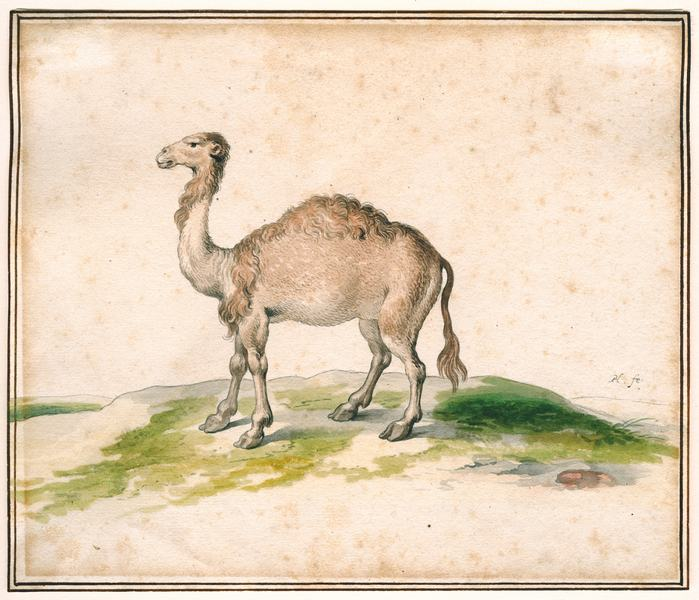
Dromadaire (dessin au pinceau et aquarelle)

Pieter Holsteyn l'Ancien, dit aussi Pieter Holsteyn I, né vers 1580 à Haarlem et mort en juillet 1662 dans la même ville, est un peintre, dessinateur et graveur hollandais. Il est le père des peintres Pieter Holsteyn le Jeune dit « Pieter Holsteyn II », et Cornelis Holsteyn.
Pieter l'Ancien travaille à Haarlem, où il est membre depuis 1634, et en 1640 et 1642 président, de la Guilde de Saint-Luc. Il travaille comme peintre sur verre mais est surtout connu pour ses représentations d'animaux de petit format. L'attribution des œuvres les plus récentes est difficile car son fils Pieter le Jeune a commencé dans le même atelier à Haarlem et a utilisé la même signature. Pieter l'Ancien meurt en 1662 et est inhumé le 23 juillet à Haarlem.
Les études animalières de Holsteyn décrivent les animaux avec précision et répondent aux normes scientifiques. Aujourd'hui, ses œuvres sont présentes dans de nombreuses collections. Du vivant de Holsteyn, l'avocat d'Amsterdam Laurens van der Herm (1621-1678) possédait une collection de 665 de ses dessins.